# Aquila frisia

Un'aquila frisia, armata, rostrata e lampassata di rosso

Una aquila frisia è una specifica aquila araldica.
È metà di una aquila bicipite nera sulla metà dorata di uno scudo partito, solitamente sulla destra. Dal punto di vista grafico l'aquila si identifica come bicipite per la presenza completa di collo e testa che, nel caso di aquila semplice, sarebbero invece stati divisi in due dalla linea di partizione.
Il blasone corretto in olandese è: Gedeeld: I in goud een zwarte Friese adelaar komende uit de deellijn ("partito, d'oro, all'aquila frisia uscente dalla partizione…"). 
Appare in molti stemmi della vecchia Frisia.

## Galleria d'immagini

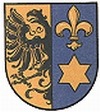
Le armi della famiglia Galama.
Stemma della città di Sneek.
Stemma del comune di Súdwest-Fryslân.
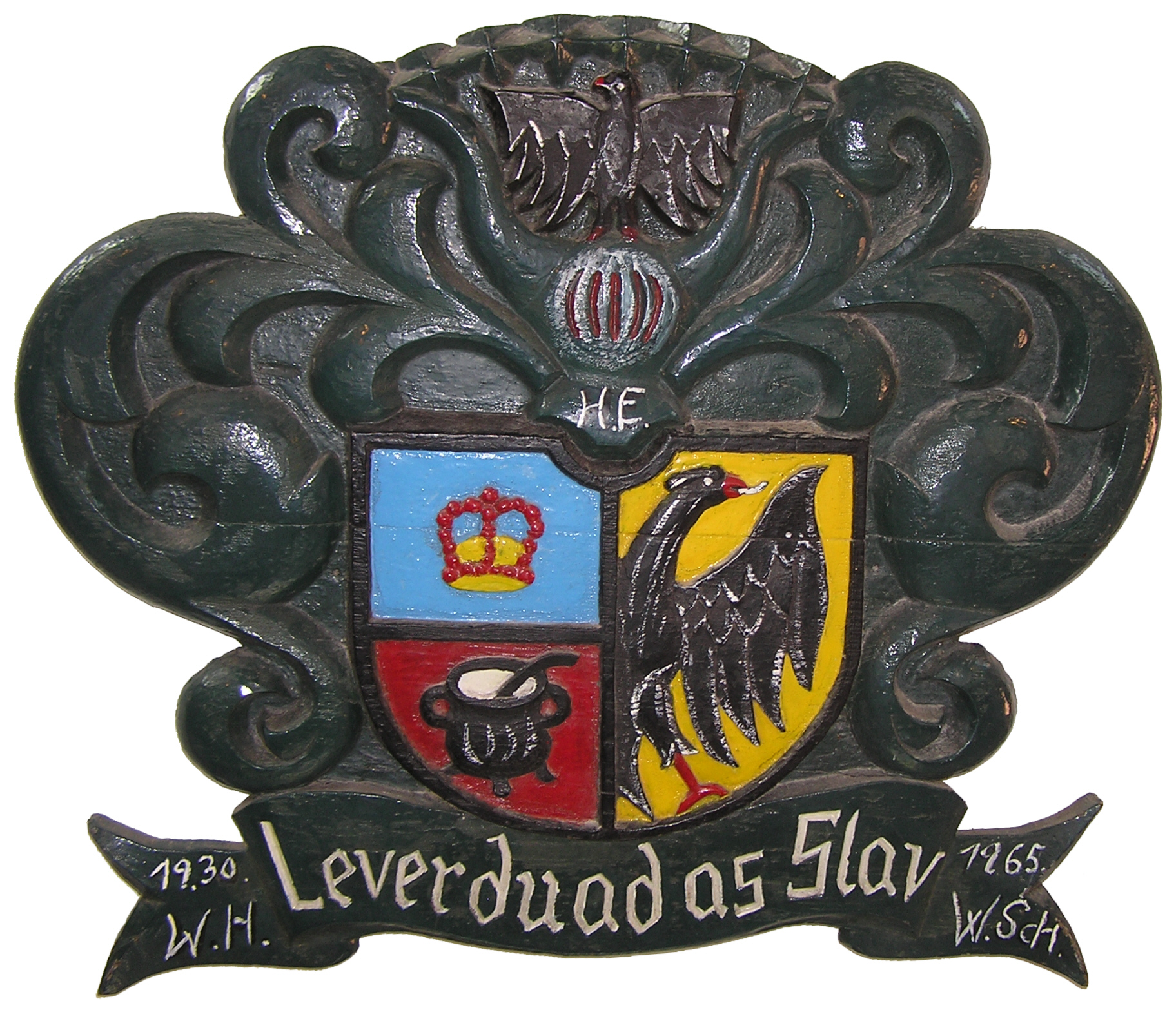
Lo stemma storico della Frisia Settentrionale con il motto Lever duad as Slav (Meglio morto che schiavo) mentre l'aquila appare nella metà sinistra. Lo stemma è diverso da quello dell'attuale circondario.